# Albert Rivera
Alberto Carlos Rivera Díaz (Barcelona, 15 de noviembre de 1979), conocido como Albert Rivera Díaz, es un abogado y expolítico español, presidente de Ciudadanos desde su fundación hasta noviembre de 2019, diputado del Parlamento de Cataluña de 2006 a 2015 y diputado en las Cortes Generales durante las legislaturas XI, XII y XIII.
En 2006 fue elegido primer presidente del recién creado Ciudadanos-Partido de la Ciudadanía. En las elecciones al Parlament de ese año, Rivera fue candidato del partido y su lista obtuvo tres diputados autonómicos.En su labor parlamentaria se caracterizó por su política de oposición al nacionalismo catalán y realizó apariciones mediáticas a nivel estatal. En las elecciones autonómicas de 2012 su partido creció hasta los nueve escaños,y en las 2015 fue sustituido por Inés Arrimadas como candidato a la Generalitat. Ese año, en el contexto del auge de Podemos y el procés, se produjo el lanzamiento del partido a nivel estatal con Rivera como candidato a las elecciones generales celebradas ese año.Tras una campaña centrada en un discurso centrista y de reforma, obtuvo cuarenta escaños y se convirtió en la cuarta fuerza del Congreso de los Diputados.
Rivera pactó la investidura de Pedro Sánchez como Presidente del Gobierno en el conocido como «Pacto del Abrazo», pero tras no reunir suficientes apoyos se convocaron nuevas elecciones en 2016. En ellas Ciudadanos se mantuvo como cuarta fuerza y apoyó un Gobierno en minoría de Mariano Rajoy. El año siguiente el partido celebró su IV Asamblea, en la que Rivera fue ratificado como presidente, e inició un giro hacia posiciones de centroderecha y un mayor énfasis en el nacionalismo español.El partido votó en contra de la moción de censura contra Mariano Rajoy de 2018, y en abril de 2019 alcanzó su techo electoral con cincuenta y siete escaños y convertido en tercera fuerza estatal ante el desplome del Partido Popular.
Tras estas elecciones Rivera y su dirección se negaron a apoyar la investidura de Pedro Sánchez y endurecieron su discurso contra lo que denominaron «sanchismo», pactando con el PP en gobiernos autonómicos y municipales y provocando críticas internas y la salida de miembros del ala liberal del partido.En las elecciones de noviembre de 2019 el partido se hundió hasta los diez escaños, lo que llevó a la dimisión de Rivera y su sustitución por Inés Arrimadas. Tras ello, Rivera abandonó la política y regresó al sector privado.
Ideológicamente, se ha declarado «federalista europeo, patriota constitucional y posnacionalista». En este sentido, apoya la creación de los Estados Unidos de Europa y ha afirmado que le gustaría ser «ciudadano del mundo». Además, se proclama «republicano y, a la vez, felipista».Sus críticos le han acusado de oportunismo político y falta de definición ideológica,y han señalado sus excesos retóricos contra el independentismo.

## Biografía

### Orígenes familiares y adolescencia
Albert Rivera Díaz es el único hijo del matrimonio compuesto por el barcelonés Agustín Rivera, miembro de una familia obrera de La Barceloneta, y por la malagueña María Jesús Díaz, que había emigrado con 13 años desde el pequeño pueblo de Cútar tras los pasos de su hermano mayor, el cual había abierto una tienda de electrodomésticos.
De niño, el propio Albert pasó un par de veranos y algunas otras semanas en Cútar, donde era conocido como El nieto de Lucas. Con los años, la mayor parte de su familia materna se fue trasladando también a Cataluña, excepto precisamente su abuelo Lucas Díaz, quien había sido el primero en emigrar en los años 60 a Francia y luego a Suiza.
Finalmente, el matrimonio Rivera Díaz montó sus propios negocios y se trasladó a vivir a La Ametlla, en el Vallés Oriental, pudiendo mandar a su hijo a estudiar a la Escola Cervetó, un colegio privado de Granollers. Allí el joven Albert practicó la natación de competición durante ocho años, llegando a ser dos veces campeón de Cataluña en estilo braza, la primera vez con 16 años. Conoció también a la que sería su pareja hasta 2013.

### Carrera universitaria
Estudió Derecho en la Facultad de Derecho ESADE (Universidad Ramon Llull). Al ingresar en dicha universidad, se pasó al waterpolo, al que jugó durante otros ocho años. Comenzó, además, a interesarse por la política y la oratoria, bajo la influencia de profesores como el peruano José Carlos Remotti, y participó en una liga de equipos universitarios de debate por toda España; su equipo resultó vencedor en 2000. Entre sus profesores, tuvo también a Francesc de Carreras, catedrático de Derecho Constitucional e impulsor de la plataforma cívica Ciudadanos de Cataluña que dio origen a Ciudadanos.
Estudió durante 2001 en la Universidad de Helsinki (Finlandia), gracias al programa Erasmus.

### Carrera profesional
Una vez licenciado, en septiembre de 2002 comenzó a trabajar como becario en la Caja de Ahorros y Pensiones de Barcelona (antigua La Caixa y actualmente Caixabank), además de cursar estudios de doctorado en Derecho Constitucional, Autonómico y Derecho Mercantil en la Universidad Autónoma de Barcelona que abandonaría sin doctorarse ni presentar tesis.
El Periódico de Catalunya, citando como fuente los archivos del Partido Popular, afirmó, poco después de las elecciones autonómicas, en noviembre de 2006, que Rivera había ingresado en las juventudes de este partido (Nuevas Generaciones) en junio de 2003, y que permaneció afiliado durante tres años, en un periodo anterior a la fundación de Ciudadanos. Por su parte, Rivera afirmó haber acudido a la sede del PP a pedir información y asimismo a algunos actos, al igual que participó en otros de Socialistes en Positiu (corriente crítica con el Partido de los Socialistas de Cataluña al que acusa de deriva catalanista) y declaró no haber pagado ninguna cuota, ni haber tenido el carné del PP. Por su parte, Ciudadanos desmintió también esta información, así como que Rivera hubiese participado en ninguna elección como apoderado del Partido Popular, tal y como afirmó el mismo medio de comunicación citado. En 2015 el periódico El Confidencial publicó la hoja de afiliación de Rivera a Nuevas Generaciones, que fue suscrita el 10 de septiembre de 2002.
En 2004, Rivera aprobó las oposiciones internas de La Caixa y trabajó hasta 2006 como Letrado en la Asesoría Jurídica de los Servicios Centrales de La Caixa, solicitando una excedencia voluntaria para preparar las elecciones autonómicas de 2006. De aquella época, y según sus propias afirmaciones, mantiene su afiliación a la Unión General de Trabajadores (UGT).

### 2006-2015: diputado del Parlamento de Cataluña

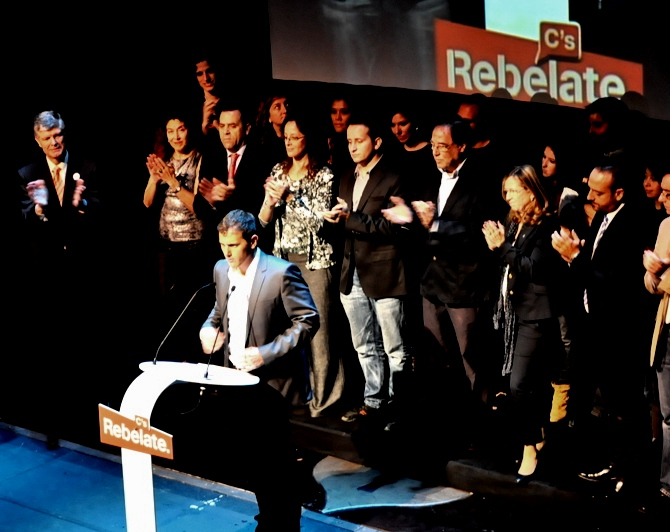
Presentación de la campaña para las Elecciones al Parlamento de Cataluña de 2010. En el atril, Rivera.

En el primer Congreso de Ciudadanos-Partido de la Ciudadanía, celebrado en julio de 2006, se elaboraron varias listas para elegir presidente y secretario general del partido. Una de ellas, que sería la escogida, fue elaborada por Ángel de la Fuente y/o por Arcadi Espada (hay dudas al respecto) y contenía una lista de candidatos por orden alfabético de nombre. Fue así como Albert Rivera fue escogido presidente y Antonio Robles Almeida secretario general.
En las elecciones al Parlamento de Cataluña de 2006 Rivera fue candidato a presidente de la Generalidad de Cataluña. Un elemento notorio de su campaña fue el cartel de campaña de su partido en el que apareció desnudo. El partido obtuvo tres diputados autonómicos, por lo que se convirtió en la sexta fuerza política de Cataluña. En el Parlamento, Rivera destacaría por usar el castellano, además del catalán. Admiraba el estilo de rivales suyos, como Antoni Fernández Teixidó e Higini Clotas.
En septiembre de 2007, Albert Rivera recibió en su domicilio particular amenazas de muerte para que en un plazo de dos meses abandonase "su política contra el nacionalismo". A las puertas de su domicilio había un panel con una foto de Rivera con una bala clavada en su frente y alrededor sangre cayendo de la herida. Asimismo, junto al paquete se encontró una carta con amenazas de muerte.
En enero de 2008, y a pesar de su disposición inicial contraria,[cita requerida] Albert Rivera anunció su candidatura en las elecciones primarias de Ciudadanos como cabeza de lista al Congreso de los Diputados en las elecciones generales del 9 de marzo de 2008 por la circunscripción de Barcelona. Sin embargo, Rivera no resultó elegido diputado.
Completó su formación con un curso de Marketing Político en la Universidad George Washington de Estados Unidos.
Albert Rivera fue uno de los diputados contrarios a la prohibición de las corridas de toros en Cataluña. Con motivo de este posicionamiento, Albert Rivera, junto al diputado del PP, Rafael Luna, y el torero Serafín Marín, salió a hombros de la plaza de toros Monumental de Barcelona la tarde del 26 de septiembre de 2010.
En un proceso de elecciones primarias dentro del partido, Albert Rivera fue elegido candidato a la presidencia de la Generalidad de Cataluña, para las elecciones catalanas de 2010. En el cartel electoral, Rivera apareció vestido, con el resto de candidatos desnudos en el fondo. En las elecciones, volvió a obtener el acta de diputado por la provincia de Barcelona (circunscripción por la que era cabeza de lista).
Además de participar en Twitter y Facebook, empezó a acudir a programas de televisión de ámbito nacional como El gran debate en Tele 5, El gato al agua en Intereconomía o La Sexta noche en La Sexta. En noviembre-diciembre de 2011 formó parte, junto a Mercedes Milá, del jurado de un concurso o talent show de oratoria, presentado por Ruth Jiménez de Cuatro: El comecocos.
En las elecciones autonómicas de Cataluña del 25 de noviembre de 2012, el partido de Albert Rivera consiguió triplicar su representación en el Parlamento de Cataluña, consiguiendo nueve escaños. Ante los resultados (275 007 votos, equivalentes al 7,56 %, con nueve escaños), y conforme con su programa electoral, Rivera defendió la dimisión de Artur Mas como presidente de la Generalidad de Cataluña, al haber perdido su partido doce escaños y no conseguir la mayoría absoluta a la que aspiraba cuando adelantó las elecciones (1 116 259 votos, equivalentes al 30,70 % del electorado y 50 escaños).

### 2015-2019: candidato a la presidencia del Gobierno de España y retirada de la política

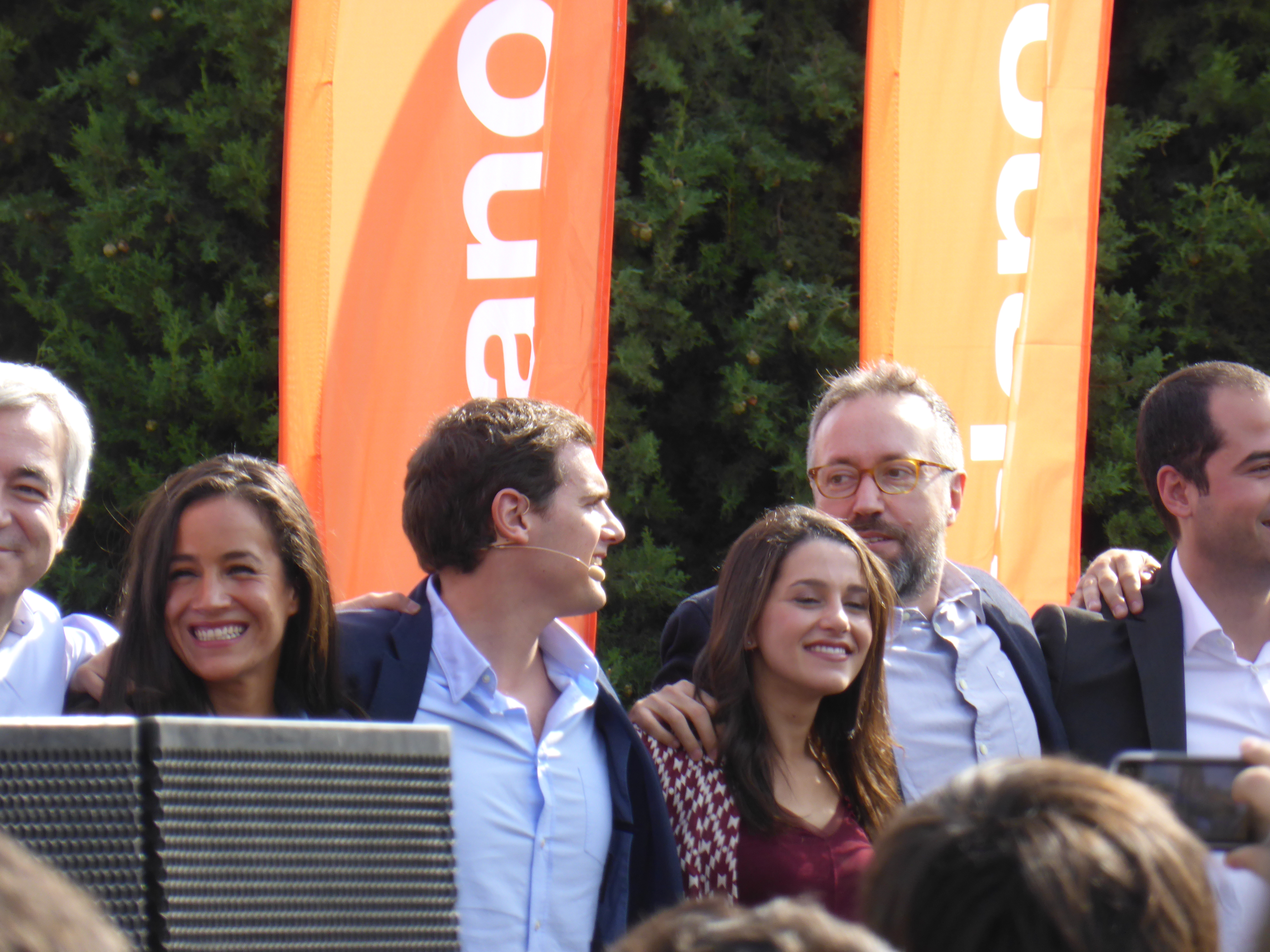
Su primer mitin en Madrid, con otros miembros del partido: Villacís, Arrimadas, Girauta, etc.

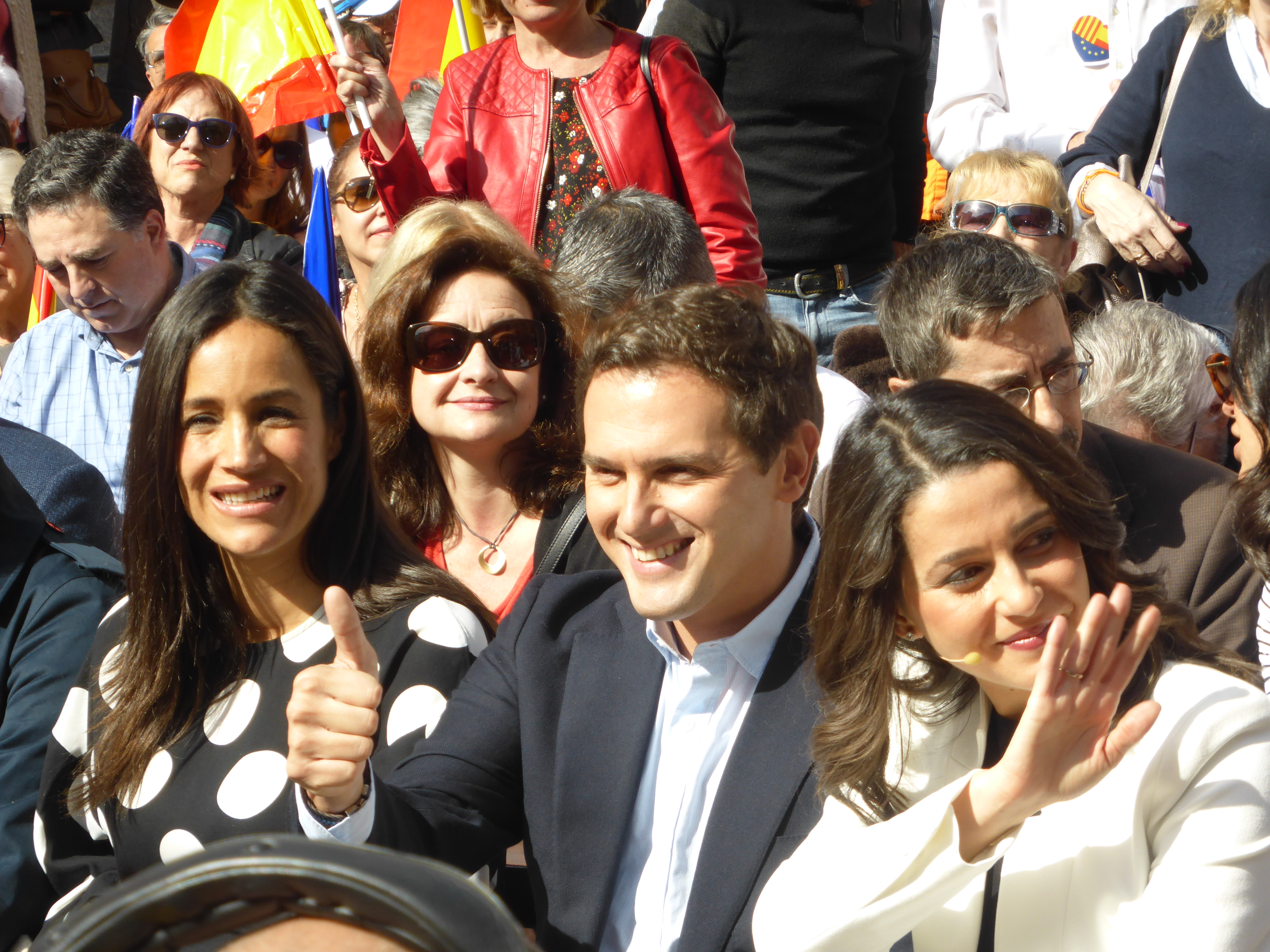
Albert Rivera en la Plaza de la Villa, en Madrid, el 23 de febrero de 2019, en un acto donde Inés Arrimadas (saludando) anunció su presentación a las elecciones generales por Barcelona.

En julio de 2015 fue elegido candidato del partido a la presidencia del gobierno, sin necesidad de primarias, al ser el único de los 5 militantes presentados en lograr los 509 avales necesarios (obtuvo 2.904 avales de los 3.031 posibles).
Tras las elecciones al Parlamento de Cataluña de 2015, donde Inés Arrimadas le había sustituido como candidata de Ciudadanos a la presidencia de la autonomía, Rivera arrancó su precampaña a las Generales junto al Templo de Debod en Madrid, acompañado de otros miembros de su partido, el 25 de octubre de 2015.
En febrero de 2019 recibió la medalla de honor que otorga la World Jurist Association.
El 11 de noviembre de 2019, tras la caída electoral sufrida por Ciudadanos en las elecciones del día anterior consecuencia de la no formación de gobierno de las elecciones de abril, perdiendo más del 80 % de sus asientos en el Congreso—pasando de 57 a 10 diputados— y un tercio de los asientos en el Senado, Rivera renunció a continuar como líder de la formación política y se retiró completamente de la política para centrarse en su vida privada.

### Carrera posterior
Tras su salida de la política, Rivera decidió volver al sector privado. Desde marzo de 2020  hasta febrero de 2022 trabajó en el despacho de abogados Martínez-Echevarría.  Su salida de la firma en menos de dos años estuvo rodeada de polémica, siendo acusado por su socios de «baja productividad» y «nulo rendimiento», calificándose su incorporación como «auténtico fiasco».  Desde noviembre de 2022 escribe para The Objective. Asimismo creó una consultora junto a José Manuel Villegas dedicada a la consultoría estratégica para empresas.

### Vida personal
Tuvo a su primera hija, Daniela, fruto de su relación con su novia desde la adolescencia, Mariona Saperas.
En diciembre de 2019 anunció que estaba esperando su primer bebé junto a la cantante Malú. Su segunda hija, Lucía, nació el 6 de junio de 2020 en el Hospital HM Puerta del Sur, en Madrid.